# خطوط شرق الصين الجوية

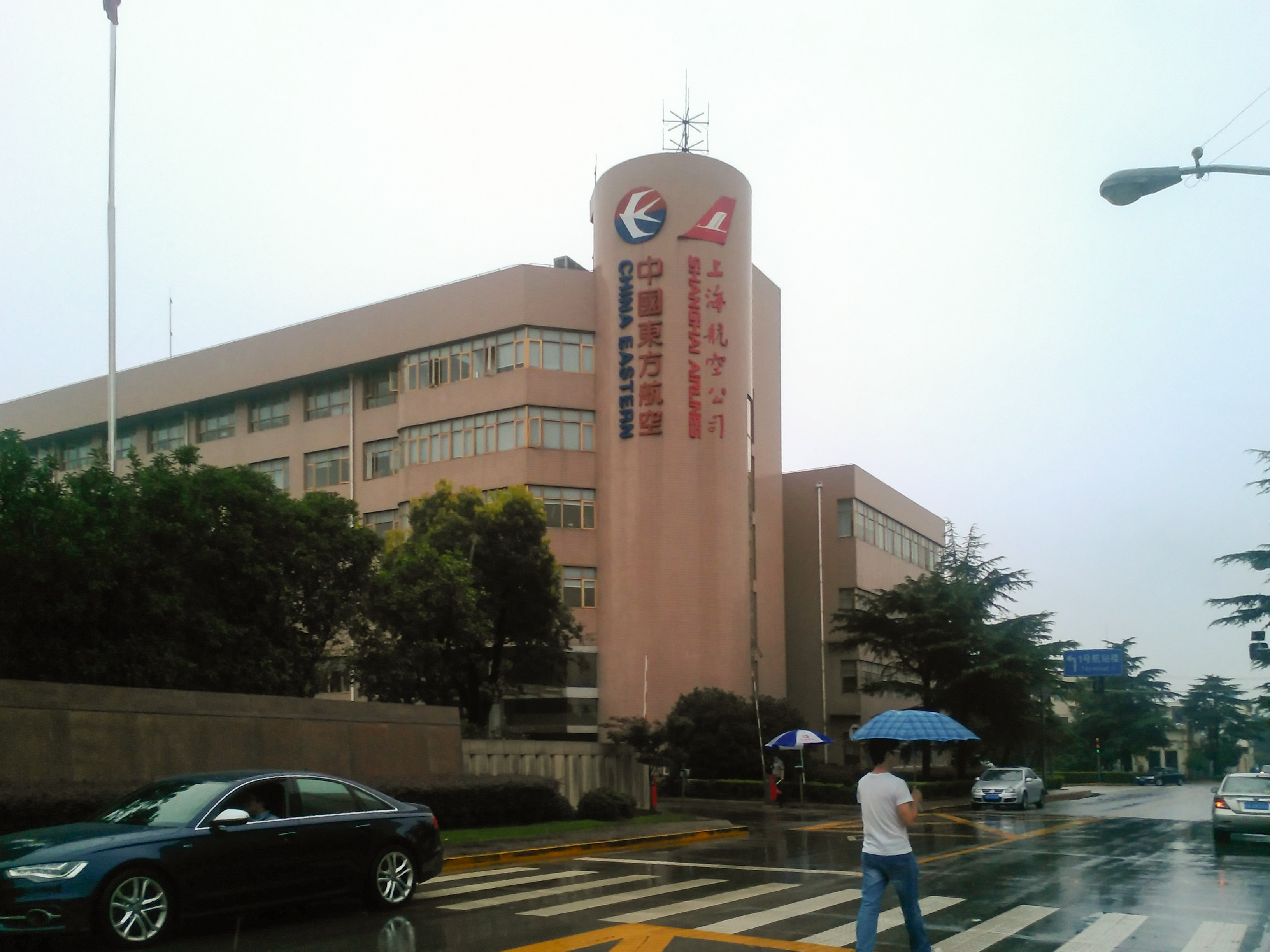
مقر شركة خطوط شرق الصين الجوية

شركة خطوط شرق الصين الجوية ذات المسؤولية المحدودة (بالصينية: 中国东方航空公司)، المعروفة داخل الصين بالعامية (بالصينية: 东航)، هي شركة طيران مقرها الرئيسي في مطار شانغهاي هونغكياو الدولي في منطقة تشانغنينغ، شانغهاي، الصين  وهي من كبرى شركات الطيران الصينية العاملة دوليا ومحليا وإقليميا.
يعتبر مطار شانغهاي بودنغ الدولي ومطار شانغهاي هونغكياو الدولى محاور رئيسية لعمل الشركة. ولديها مراكز في مطار كونمينغ جانغشوي الدولي ومطار شيان شيانيانغ الدولي. وتعتبر شركة الطيران الثانية على مستوى الصين من حيث عدد المسافرين وثالث أكبر شركات الطيران في العالم من حيث القيمة السوقية.
في 16 أبريل 2010، أعلنت شركة طيران شرق الصين اتفاقا مبدئيا للانضمام إلى تحالف سكاي تيم. وفي 21 يونيو 2011، انضمت رسميا جنبا إلى جنب مع شركتها التابعة خطوط شانغهاي الجوية إلى تحالف شركات الطيران سكاي تيم، لتصبح العضو الرابع عشر والشركة الصينية الثانية في التحالف بعد شركة طيران جنوب الصين.
في عام 2010، قامت شركة خطوط شرق الصين بخدمة ما يقارب 65 مليون راكب على رحلاتها المحلية والدولية. وأعلنت عن تحقيق أرباح صافية بلغت 807 مليون دولار في عام 2010.